# Jacobs Douwe Egberts

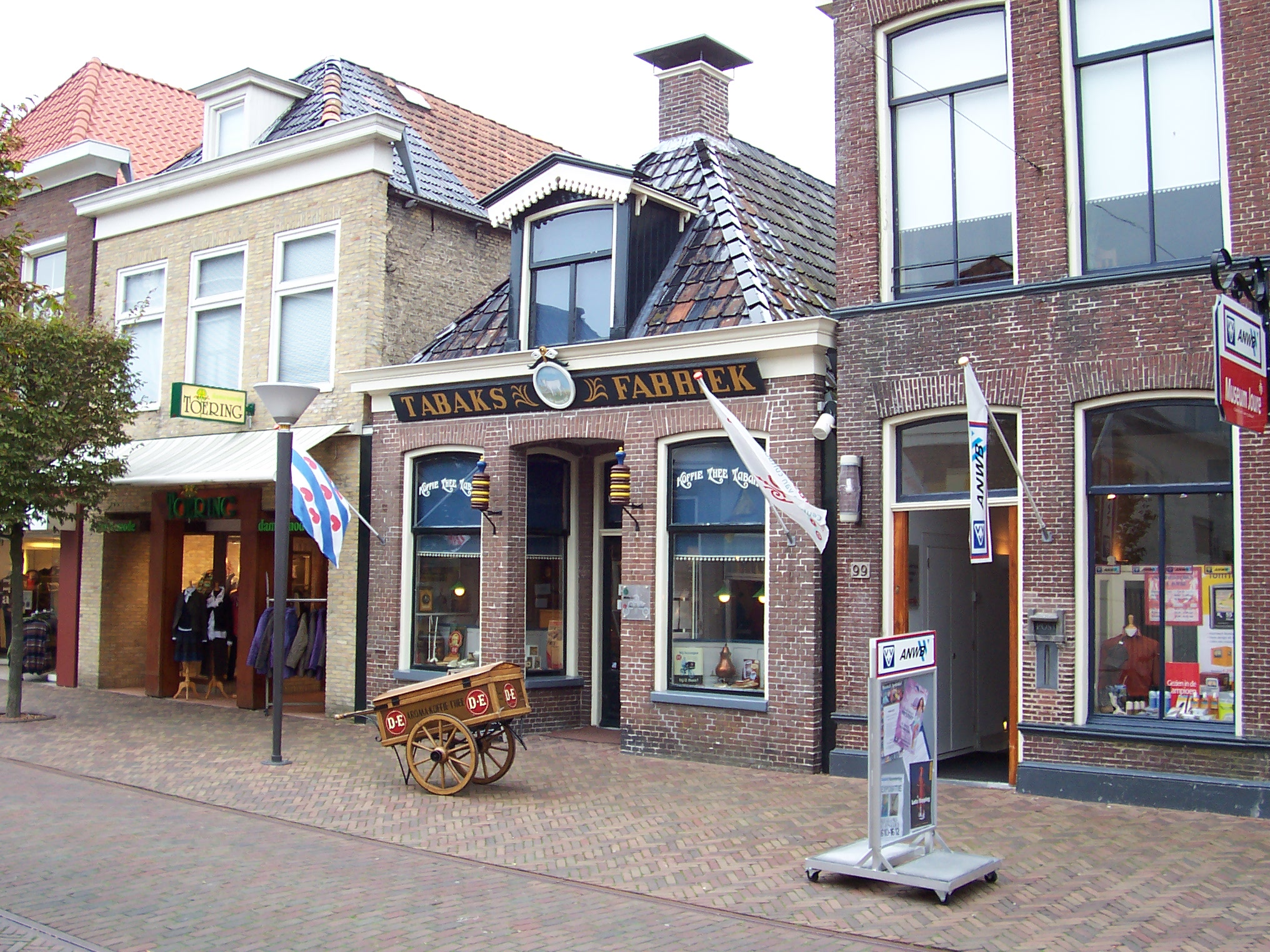
De Witte Os

JDE Peet's (wcześniej: Jacobs Douwe Egberts, Douwe Egberts Koninklijke Tabaksfabriek-Koffiebranderijen-Theehandel Naamloze Vennootschap) – holenderskie przedsiębiorstwo produkujące kawę.
Przedsiębiorstwo zostało założone w roku 1753 w mieście Joure w Holandii przez Egberta Douwesa i jego żonę – Akke Thysses. W swoim małym sklepiku De Witte Os („Biały Wół”) sprzedawali kawę, tytoń i herbatę w Holandii. Początkowo Egbert Douwes zaopatrywał jedynie mieszkańców wioski.
Około roku 1780, syn Egberta, Douwe Egberts, rozwinął sklep w jedno z największych przedsiębiorstw żywnościowych w Holandii.
Od 1978 roku Douwe Egberts związane jest z amerykańską Sara Lee Corporation, firma jest dziś jednym z trzech największych światowych przedsiębiorstw zajmujących się paleniem kawy.
Poza macierzystą Holandią, kawa marki Douwe Egberts jest dziś dostępna w wielu innych krajach Europy, m.in. w Wielkiej Brytanii, Niemczech, Belgii, Czechach i na Węgrzech. W styczniu 2009 roku kawa Douwe Egberts została wprowadzona przez koncern również do Polski.